# Джеремі Тен
Дже́ремі Тен (Jeremy Ten *21 лютого 1989, Бернабі, Канада) — канадський фігурист китайського походження, що виступає в одиночному чоловічому катанні; бронзовий призер Чемпіонату Канади з фігурного катання 2009 року), у 2 сезонах (2006/2007 і 2007/2008) брав участь у серії юніорського Гран-Прі, завоювавши першу бронзу вже у першому ж сезоні (етап у Франції); починаючи від сезону 2008/2009 бере участь у «дорослих» найпрестижніших міжнародних змаганнях — на дебютних Чемпіонатах Чотирьох Континентів і світу 2009 року посів, відповідно, 7-е і 17-е місця. 

## Спортивні досягнення
| Змагання / Сезони                                   | 2004/2005 | 2005/2006 | 2006/2007 | 2007/2008 | 2008/2009 |
| --------------------------------------------------- | --------- | --------- | --------- | --------- | --------- |
| Чемпіонати світу з фігурного катання                |           |           |           |           | 17        |
| Чемпіонати Чотирьох Континентів з фігурного катання |           |           |           |           | 7         |
| Чемпіонати світу з фігурного катання серед юніорів  |           |           |           | 8         |           |
| Чемпіонати Канади з фігурного катання               | 2 N.      | 2 J.      | 1 J.      | 11        | 3         |
| Етапи Гран-Прі: «Skate Canada International»        |           |           |           |           | 10        |
| Етапи Гран-Прі: «Cup of China»                      |           |           |           |           | 7         |
| Турніри «Nebelhorn Trophy»                          |           |           |           |           | 6         |
| Етапи юніорського Гран-Прі, Болгарія                |           | 8         |           | 3         |           |
| Етапи юніорського Гран-Прі, Австрія                 |           |           |           | 8         |           |
| Етапи юніорського Гран-Прі, Нідерланди              |           |           | 4         |           |           |
| Етапи юніорського Гран-Прі, Франція                 |           |           | 3         |           |           |

- N = дитячий рівень; J = юніорський рівень